# Paciano Aniceto
Paciano Basilio Aniceto (ur. 9 marca 1937 w Santa Ana) – filipiński duchowny rzymskokatolicki, w latach 1989–2014 arcybiskup San Fernando.

## Życiorys
Święcenia kapłańskie przyjął 23 grudnia 1962. 7 kwietnia 1979 został prekonizowany biskupem pomocniczym Tuguegarao ze stolicą tytularną Tlos. Sakrę biskupią otrzymał 27 maja 1979. 20 października 1983 mianowany został biskupem Iba, a 31 stycznia 1989 arcybiskupem San Fernando. 25 lipca 2014 przeszedł na emeryturę.